# Funa Tonaki
Funa Tonaki (japanska: 渡名喜 風南), född 1 augusti 1995, är en japansk judoutövare.
Tonaki tog silver i extra lättvikt vid olympiska sommarspelen 2020 i Tokyo.